# Оспіталет (футбольний клуб)
«Оспіталет» (ісп. CE L’Hospitalet) — іспанський футбольний клуб з міста Л'Успіталет-да-Любрагат, заснований 1957 року. Домашні матчі проводив на арені «Фейха Льарга», що вміщає 6 740 глядачів.

## Історія
Клуб було засновано 1957 року шляхом злиття трьох невеличких команд міста: «Оспіталет» (ісп. UD Hospitalet), «Санта Еулалія» (ісп. CD Santa Eulalia) те «Еркулес» (ісп. CF Hércules) і відразу був включений до Терсери, на той момент третього дивізіону країни. 
1963 року команда вперше в історії вийшла до Сегунди, другого дивізіону країни, де провела три роки. Найкращим досягненням команди стало 11-те місце в сезоні 1964/65. Вилетівши 1966 року з другого дивізіону клуб надалі грав виключно в нижчих іспанських лігах.

## Досягнення
Сегунда Б
- Переможець (1): 2012–13

Терсера
- Переможець (4): 1959–60, 1981–82, 2004–05, 2009–10

## Відомі гравці
- Серхіо Гонсалес
- Тоні Веламасан
- Саер Бауаб
- Томас Н'Коно
- Хайме Рамірес